# Robert Langers
Robert "Roby" Langers (* 1. August 1960 in Luxemburg) ist ein ehemaliger luxemburgischer Fußball-Nationalspieler.

## Spielerkarriere

### Verein
In 18 Jahren als Fußballprofi spielte Robert Langers für insgesamt dreizehn Vereine in Luxemburg, Deutschland, Frankreich und der Schweiz.
Seine Karriere begann bei Union Luxemburg, wo er in der Saison 1979/80 mit 26 Treffern Torschützenkönig der Nationaldivision wurde. Danach wechselte er in die Bundesliga zu Borussia Mönchengladbach, wo er in zwei Jahren jedoch nur zu drei Einsätzen kam. Von 1982 bis 1992 spielte er mit unterschiedlichem Erfolg in Frankreich, meist bei unterklassigen Vereinen. Von 1992 bis 1994 spielte er in der Schweiz bei Yverdon-Sport FC und Étoile Carouge, ehe er 1994 für zwei Jahre nach Deutschland zu Eintracht Trier zurückkehrte, wo er in der drittklassigen Regionalliga West/Südwest spielte. Danach kehrte er nach Luxemburg zum F91 Düdelingen zurück und eine Saison später zu Union Luxemburg, wo er 1998 seine Karriere beendete.

### Nationalmannschaft
Für die luxemburgische Nationalmannschaft bestritt Roby Langers zwischen 1980 und 1998 insgesamt 73 Länderspiele, in denen er acht Tore erzielte.

## Ehrungen
- Luxemburgischer Torschützenkönig 1980 (26 Tore)
- Luxemburgischer Sportler des Jahres 1987
- Luxemburgischer Fußballer des Jahres 1980, 1987, 1988, 1989, 1990